# Im Prinzip Familie
Im Prinzip Familie ist ein deutscher Dokumentarfilm aus dem Jahr 2024 von Daniel Abma. Der Film wurde im Oktober 2024 auf dem Dokumentarfilmfestival DOK Leipzig uraufgeführt. Der deutsche Kinostart ist für den 5. Juni 2025 geplant.

## Inhalt
Der Film gewährt einen Einblick in den Alltag von zwei Erziehern und einer Erzieherin, die mit fünf Jungen in der Vorpubertät in einem Haus am See, inmitten von Grün und Natur, zusammen leben. Aus den unterschiedlichsten Gründen, unterschiedlichsten biografischen Hintergründen und Situationen in den Familien, können die Jungen nicht bei ihren Angehörigen bleiben. Gemeinsam versuchen sie, den Alltag in der Familie zu meistern. Neben der Organisation des täglichen familiären Alltags setzen sich die Erzieher für die Rückkehr der Kinder in ihre Familien oder ein besseres Zuhause ein und versuchen, den Kontakt mit den Eltern wieder herzustellen, zu pflegen und Spannungen zwischen den Beteiligten zu entschärfen. Kommt es gelegentlich zu heftigeren Auseinandersetzungen zwischen den Beteiligten, bleibt die Kamera vor der Tür. Ergänzt wird der Film u. a. durch Passagen aus Dienstberichten, die die Erzieherinnen und Erzieher aus dem Off vorlesen.

## Produktion
Der niederländische Regisseur Daniel Abma, der auch das Drehbuch geschrieben hat, hat selbst Grundschulpädagogik studiert. Er hat fünf Jahre lang für sein Filmprojekt recherchiert und dann ein Jahr lang in einem Gästehaus des Heims, das namentlich nicht genannt wird, gewohnt. Gedreht wurde von August 2022 bis August 2023, verteilt über insgesamt 42 Drehtage.
Für die Dreharbeiten haben die Eltern bzw. der Vormund und das Jugendamt ihre Zustimmung gegeben. Bevor die eigentlichen Dreharbeiten begannen, veranstaltete das Team einen Workshop mit den Kindern, die sich auf diese Weise intensiv mit beispielsweise der Filmtechnik vertraut machen konnten, was dazu führte, dass sie beim Filmen völlig unbefangen agierten. Mit den Kindern wurde vereinbart, dass sie jederzeit den Abbruch einer Szene verlangen konnten, wenn sie nicht gefilmt werden wollten. Auch ob eine bestimmte Szene im Film enthalten sein sollte, wurde in Einzelfällen mit ihnen diskutiert.
In der Phase der Postproduktion waren sowohl die Erzieher als auch die Psychologen, die das Projekt begleiteten, beteiligt.
Kinematograf war der mehrfach für seine Filme ausgezeichnete Johannes Praus, der 2025 für den Deutschen Kamerapreis für Im Prinzip Familie nominiert ist.
Die Musik komponierte Hennig Fuchs, der nach dem Filmen Nach Wriezen und Autobahn zum dritten Mal mit dem Regisseur zusammengearbeitet hat. Fuchs wurde bereits zu einem frühen Zeitpunkt des Editing hinzugezogen. Das Lied, das er auf der Party am Schluss singt, hat er eigens für den Film komponiert.

## Kritik
Der Film rief nach seiner Leipziger Premiere ein breites Medienecho in Deutschland hervor.
Christian Neffe bezeichnete den Film auf Kino-Zeit als „einfühlsam und klug beobachtet“ und lobte insbesondere seine Fähigkeit, durch genaues Hinschauen Vorurteile abzubauen und neue Perspektiven zu eröffnen.
Die Filmkritikerin Gunda Bartels hob im Tagesspiegel die gesellschaftliche Relevanz des Films hervor. Ihrer Ansicht nach zeigt Abma, „was jenseits von Deep Fakes und KI-Memes, in der wirklichen Welt geschieht“, und mache die „ansonsten unsichtbare Arbeit der Jugendhilfe“ sichtbar. Sie bezeichnete den Film als einen „Empowerment-Film“ mit hoher dokumentarischer Kraft.
Doreen Kaltenecker betonte in ihrer Rezension auf Testkammer den hohen gesellschaftlichen Wert des Films und beschrieb ihn als „eine Liebeserklärung an den Erzieher:innen-Beruf“, den sie mit 9 von 10 Punkten bewertete.
Im Ray Filmmagazin hob Kay Hoffmann die „warmherzige“ Erzählweise hervor und unterstrich die Darstellung der täglichen Herausforderungen in der pädagogischen Arbeit: Der Film zeige, „wie wichtig die Arbeit der Erzieherinnen ist und mit wie viel Einfühlungsvermögen sie den Alltag meistern“.
Auch andere Stimmen betonten die Balance zwischen Ernsthaftigkeit und Hoffnung. So schrieb Gundula Lasch für M – Menschen Machen Medien (Fachzeitschrift ver.di) von der „großen Kunst, ein schweres Thema leicht zu erzählen“, wodurch das Publikum „einen Blick in das Leben von Menschen werfen“ könne, „das vielen von uns sonst verborgen bleiben würde“.
Wende Bruchmüller fasste die Wirkung auf berliner-filmfestivals.de prägnant zusammen: „Hoffnungsvoll und optimistisch trotz der Schwere des Themas.“

## Festivals & Auszeichnungen

### 2024
- DOK Leipzig International Leipzig Festival for Documentary and Animated Film (Deutscher Wettbewerb: Ver.di-Preis, Gedanken Aufschlusspreis, Filmland Sachsen Preis)
- Filmfestival Cottbus (Specials)
- FILMZ – Festival des deutschen Kinos[11]

### 2025
- Visions du Réel (Wide Angle Competition), Nyon, Switzerland (Perception Change Award)
- One World Film Festival, Prague, Czech Repubic
- Thessaloniki Documentary Festival (Open Horizons), Greece
- Nonfiktionale – Festival of Documentary Film, Bad Aibling, Germany (Preis für den besten Film)
- Crossing Europe (Working Worlds), Linz, Austria
- Achtung Berlin (Dokumentarfilmwettbewerb), Berlin, Germany (Preis der Ökumentische Jury)
- Dokka (Wettbewerb), Karlsruhe, Germany
- Neisse Film Festival (Dokumentarfilmwettbewerb), Großhennersdorf, Germany (Besondere Erwähnung der Jugendjury)
- Goldener Spatz (Dokumentarfilmwettbewerb), Erfurt & Gera, Germany
- Docaviv (Beyond the screen competition), Tel Aviv, Israel